# Springer Mountain
Der Springer Mountain ist ein  1148 m hoher Berg der Blue Ridge Mountains auf der Grenze zwischen dem  Fannin County und dem Gilmer County im Norden des US-Bundesstaats Georgia. Der Berg liegt innerhalb des Chattahoochee National Forest und ist der südliche Endpunkt des Appalachian Trails.

## Geographie
Der Berg besteht aus einer breiten, wegen des felsigen Untergrunds nur dünn mit Eichen bewaldeten Bergkuppe. Aufgrund seiner Abgeschiedenheit und des felsigen Untergrunds wurde der Wald nie gerodet. Auf dem Gipfel befindet sich eine Bronzeplakette, die das Südende des Appalachian Trails anzeigt sowie ein einfacher Unterstand. Zum Berg führen mehrere Forststraßen, der populärste Zugang erfolgt über einen 13 km langen Wanderweg vom Amicalola Falls State Park.

## Geschichte
Die Herkunft des Namens ist nicht genau überliefert, vermutlich wurde er 1833 nach dem Siedler William G. Springer benannt. 1956 entschied der Appalachian Trail Club, das südliche Ende des Appalachian Trails auf den Springer Mountain zu verlegen, nachdem die natürliche Umgebung des 23 km entfernten Oglethorpe Mountain, der ursprüngliche Endpunkt des Trails, durch Straßen und landwirtschaftliche Betriebe zerstört wurde.

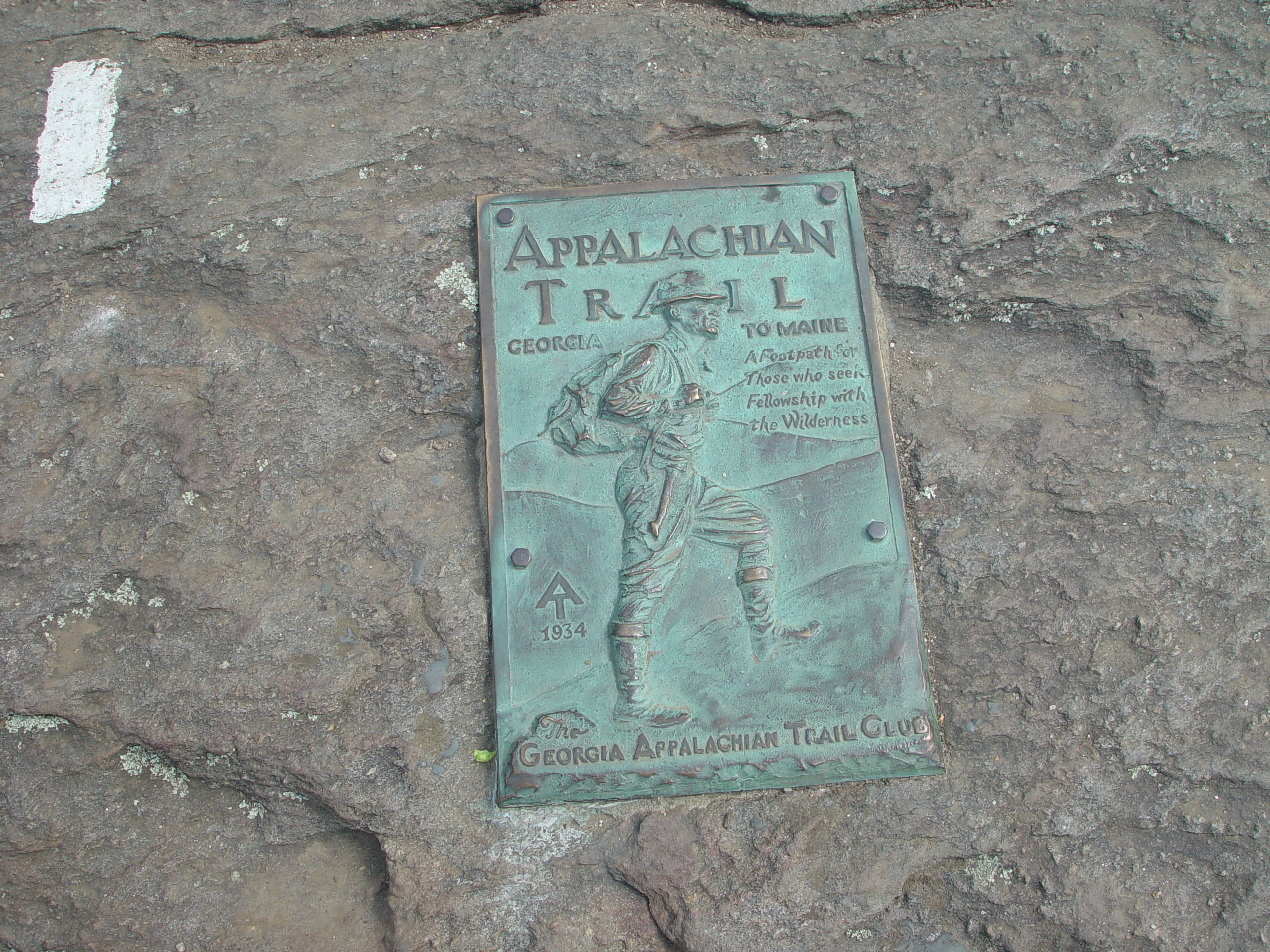
Bronzeplakette des Appalachian Trail Clubs auf dem Gipfel